# 格里索勒 (埃纳省)
格里索勒（法語：Grisolles，法語發音：[ɡʁizɔl]）是法国上法兰西大区埃纳省的一个市镇，属于蒂耶里堡区。

## 地理
格里索勒（49°8'27"N, 3°21'27"E）面积10.63 平方千米，位于法国上法蘭西大區埃纳省，该省份为法国北部内陆省份，北起北部省，西接索姆省和瓦兹省，东临阿登省和马恩省，西南至塞纳-马恩省，东北部与比利时接壤。
与格里索勒接壤的市镇（或旧市镇、城区）包括：贝聚圣日耳曼、博讷瓦兰、乌尔克河畔拉克鲁瓦、埃波贝聚、罗库尔圣马丹。

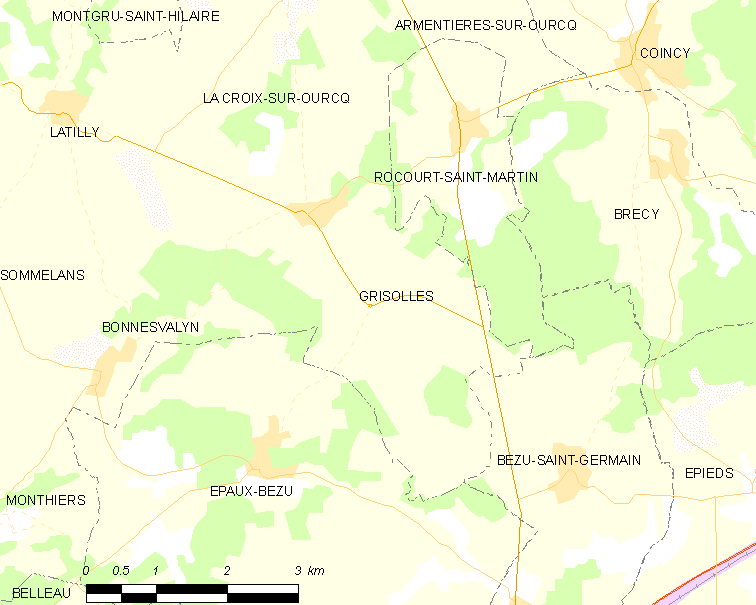
的OSM定位图

格里索勒的时区为UTC+01:00、UTC+02:00（夏令时）。

## 行政
格里索勒的邮政编码为02210，INSEE市镇编码为02356。

## 政治
格里索勒所属的省级选区为蒂耶里堡县。

## 人口

1962-2008年间人口变化图示

格里索勒于2022年1月1日时的人口数量为230人。